# Спадото, Адриано
Адриа́но Луи́с Спадо́то (порт.-браз. Adriano Luís Spadoto; 19 июля 1978, Пирасикаба) — бразильский футболист, защитник.

## Биография
Начал карьеру в бразильском клубе «Санта-Круз» (Ресифи). Позже играл за «Фигейренсе» и «Гуарани» (Кампинас). Летом 2005 года перешёл в швейцарский «Тун». 7 декабря 2005 года сыграл свой первый матч в Лиги чемпионов против пражской «Спарты» (0:0). В январе 2006 года был продан луганской «Заре». В чемпионате Украины сыграл всего один матч 12 ноября 2006 года против днепропетровского «Днепра» (3:0). В январе 2007 года вернулся на родину, в клуб «Атлетико» (Паранаваи). В сезоне 2007/08 выступал за «Форталезу». Последним клубом Адриано Спадато был «Мирасол».